# 세인트앤드루구 (자메이카)

세인트앤드루구의 위치

세인트앤드루구(영어: Saint Andrew Parish)는 자메이카 남동부에 위치한 구로 행정 중심지는 하프웨이트리이며 면적은 455km2, 인구는 540,715명(2001년 기준)이다. 서리주에 속하며 남쪽으로는 킹스턴구, 서쪽으로는 세인트캐서린구, 북쪽으로는 세인트메리구, 북동쪽으로는 포틀랜드구, 동쪽으로는 세인트토머스구와 접한다.